# Sobrance
Sobrance (in ungherese: Szobránc, in tedesco: Sobranz) è una città della Slovacchia, capoluogo del distretto omonimo, nella regione di Košice.

## Storia
Dal 1939 al 1945 fu annessa dall'Ungheria in seguito alla Guerra slovacco-ungherese. La zona fu teatro di battaglia e la maggior parte degli edifici fu distrutta o danneggiata.  

## Amministrazione

### Gemellaggi
- Lubaczów